# Ole Braesch-Andersen
Ole Braesch-Andersen, född 16 februari 1921 i Köpenhamn, död 7 juli 1996 i Svärtinge, var en dansk-svensk arkitekt. 
Braesch-Andersen, som var son till skulptör Carl Andersen och Martha Braesch, utexaminerades från Kunstakademiets Arkitektskole i  Köpenhamn 1947. Han anställdes vid Sydsvenska ingenjörsbyrån (SIB) i Malmö 1947, på länsarkitektkontoret i Kristianstad 1955, blev biträdande stadsarkitekt i Luleå stad 1959, planarkitekt i Norrköpings stad 1961 och var stadsplanearkitekt i Falköpings stad från 1963. Tillsammans med andra tilldelades han första pris för Lunds stads fritidsområde vid Habo i Lomma köping 1952 och för centrala staden i Bergen 1955, andra pris för Hjortmossen i Trollhättan 1949, Hässleholms centrala del och Tokerudfeltet i Oslo 1961.